# فوجیوارا نو هیروکو
فوجیوارا نو هیروکو (به ژاپنی: 藤原寛子 Fujiwara no Hiroko); 1036 – ۱۱۲۷ (۹۰−۹۱ سال)) کوگو و چوگو یا همسر امپراتور گو-ریزی، اهل ژاپن بود.